# یواس‌اس هاتراس (ای‌وی‌پی-۴۲)
یواس‌اس هاتراس (ای‌وی‌پی-۴۲) (به انگلیسی: USS Hatteras (AVP-42)) یک کشتی بود که طول آن ۳۱۱ فوت ۸ اینچ (۹۵٫۰۰ متر) بود.